# Mitomania
La mitomania  o mentida patològica (en llatí pseudologia fantastica) és un comportament crònic caracteritzat per la tendència habitual o compulsiva a mentir. Implica un patró generalitzat de fer declaracions falses intencionadament amb l'objectiu d'enganyar els altres, de vegades sense una raó clara o aparent, i fins i tot, en ocasions, encara que la veritat pugui ser beneficiosa per al mentider. Les persones que pateixen aquesta síndrome de mentida patològica sovint declaren que no són conscients de les motivacions de les seves mentides.

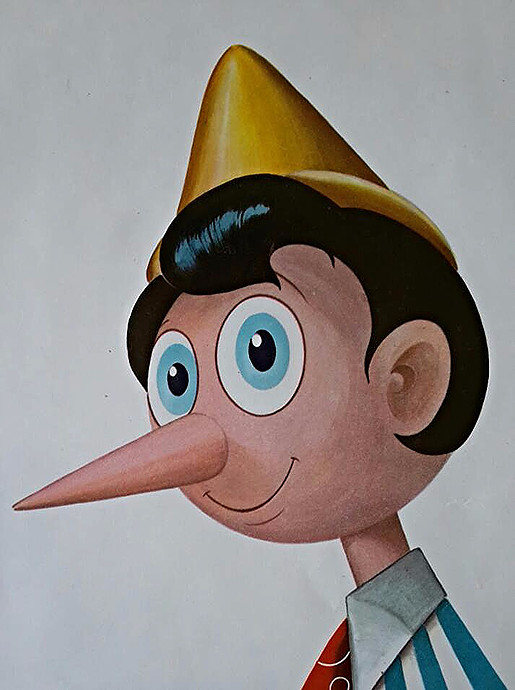
Pinotxo, un símbol de la mentida

En psicologia i psiquiatria, hi ha un debat en curs sobre si la mentida patològica s'ha de classificar com un trastorn diferent o vist com un símptoma d'altres afeccions subjacents. La manca d'una descripció àmpliament consensuada o de criteris diagnòstics per a la mentida patològica ha contribuït a la controvèrsia al voltant de la seva definició. Però s'han fet esforços per establir criteris de diagnòstic basats en dades d'investigació i avaluació, alineant-se amb el Manual Diagnòstic i Estadístic dels Trastorns Mentals (DSM). S'han proposat diverses teories per explicar les causes de la mentida patològica, com ara l'estrès, un intent de canviar el locus de control a un de intern i qüestions relacionades amb la baixa autoestima. Alguns investigadors han suggerit un model de desenvolupament biopsicosocial per explicar aquest concepte. Tot i que les teories han explorat les causes potencials, encara no s'han determinat els factors precisos que contribueixen a la mentida patològica.
El fenomen va ser descrit per primera vegada a la literatura mèdica el 1890 per G. Stanley Hall i el 1891 per Anton Delbrück.

## Definició
Curtis i Hart (2020) van definir la mentida patològica com "un patró persistent, generalitzat i sovint compulsiu de comportament excessiu de la mentida que condueix a un deteriorament clínicament significatiu del funcionament en àmbits socials, laborals o d'altres àmbits; causa una angoixa marcada; suposa un risc per a un mateix o per als altres; i es produeix durant més de 6 mesos".

## Característiques
Entre les característiques definitòries de la mentida patològica hi ha:
- Una motivació interna per a la conducta no es pot discernir amb facilitat clínicament: per exemple, l'extorsió de llarga durada o l'agressió conjugal habitual poden fer que una persona menti repetidament, sense que la mentida sigui patològica.[3]
- Les històries es presenten d'una manera que retrata favorablement el mentider. El mentider "decora la seva pròpia persona"[8][16] explicant històries que el presenten com l'heroi o la víctima. Per exemple, es poden presentar com a valents fantàstics, com a coneguts o relacionats amb moltes persones famoses, o com a gran poder, posició o riquesa.

Alguns psiquiatres distingeixen la mentida compulsiva de la patològica, mentre que altres les consideren equivalents. Altres neguen completament l'existència de la mentida compulsiva; això continua sent un àmbit de considerable controvèrsia.

## Diagnòstic
La mentida patològica apareix al Manual de Diagnòstic i Estadística dels Trastorns Mentals (DSM), encara que només com a símptoma d'altres trastorns com els trastorns de la personalitat antisocial, narcisista i histriònic, no com a diagnòstic autònom. L'antic trastorn ICD-10 El trastorn de la personalitat Haltlose està fortament lligat a la mentida patològica. La mentida patològica està representada tant en els models alternatius del DSM-5 com en la CIE-11 de trastorn de la personalitat que emfatitzen les dimensions de la disfunció de la personalitat, més que els trastorns categòrics específics. "L'engany", un aspecte del domini de l'antagonisme, és un tret que inclou la mentida patològica en el model del DSM-5, mentre que l'actual domini del tret ICD-11 de la Dissocialitat (anàloga a l'antagonisme del DSM-5) considera que la mentida patològica és una expressió conductual de la faceta de la manca d'empatia.
Les proves del detector de mentides han demostrat que els mentiders patològics mostren excitació, estrès i culpabilitat pel seu engany.[cita necessària] Això és diferent dels psicòpates, que no experimenten cap d'aquestes reaccions. Les persones afectades pel trastorn de la personalitat antisocial menteixen per obtenir un benefici personal extern en formes de diners, sexe i poder. La mentida patològica és estrictament interna. La diferència entre el trastorn límit de la personalitat (BPD) i els mentiders patològics és que els pacients amb TLP intenten fer front a la seva por a l'abandonament, el maltractament o el rebuig fent amenaces buides de suïcidi o falses acusacions d'abandonament. Els mentiders patològics no se senten rebutjats; tenen alts nivells d'autoconfiança que els ajuden a mentir amb èxit. A diferència dels que tenen personalitat histriònica, els mentiders patològics són més dramàtics verbalment que sexualment extravagants. Els narcisistes pensen que han assolit la perfecció i no tenen empatia pels altres. Els mentiders patològics no mostren aquests comportaments antisocials; poden mentir perquè pensen que la seva vida no és prou interessant.
L'únic diagnòstic en el sistema actual on es produeix un símptoma d'engany sense propòsit i motivat internament és el trastorn fictici. Aquest diagnòstic tracta de persones que menteixen deliberadament sobre tenir trastorns físics o psicològics. S'han de fer investigacions o proves per confirmar que una persona no té cap trastorn físic o d'un altre tipus. Això pot ser problemàtic perquè els registres mèdics estan segellats al públic. Les persones que menteixen patològicament tendeixen a mentir sobre les seves identitats i la seva història. Com que els símptomes no coincideixen, poden no ser diagnosticats Podrien ser diagnosticats sota la rúbrica general d'un trastorn de personalitat no especificat o fins i tot sota "Altre trastorn especificat de la personalitat i el comportament de l'adult": "Aquesta categoria s'ha d'utilitzar per codificar qualsevol trastorn especificat de la personalitat i el comportament de l'adult que no es pugui classificar sota cap dels encapçalaments anteriors".

## Neurobiologia
La mentida patològica mostra una relació complexa amb la funció cerebral. S'ha informat de la mentida compulsiva en múltiples trastorns neurològics, incloses lesions primerenques de l'escorça prefrontal,  alteració del desenvolupament de les vies de la substància blanca que connecten l'escorça frontal amb les regions temporals, límbiques i parietals, alteracions del funcionament de l'escorça cingulada i del comportament de l'escorça cingulada i del comportament que és una variant de demència frontotemporal.  En conjunt, aquestes troballes impliquen una disfunció a les escorces prefrontal i cingulada, ambdues implicades en la mentida en individus sans. – el primer a través de diversos tipus de mentida (diferents subregions que manegen diferents tipus) i el segon només en fingir ignorància. Es desconeixen els mecanismes de com les lesions d'aquestes estructures indueixen la mentida, però s'ha suggerit que la reducció de la teoria afectiva de la ment i la pèrdua de l'afecte sociomoral poden induir el desig de mentir, mentre que un control inhibitori deteriorat pot impedir la regulació d'aquests impulsos.
La mentida patològica que comença a principis del desenvolupament (per exemple, com a part de la personalitat psicopàtica en lloc de ser adquirida per una lesió cerebral o malaltia) sembla relacionar-se amb un augment de la substància blanca prefrontal i una activació prefrontal reduïda quan es diu mentides,   una troballa significativa donat que l'activació prefrontal normalment augmenta durant la mentida.   Aquestes troballes, juntament amb les dades que mostren que els mentiders patològics són més ràpids a l'hora de generar i dir mentides, s'han pres per suggerir que els mentiders no tenen el control cognitiu i les xarxes socioafectives necessàries per inhibir les respostes veraces, controlar el comportament i la credibilitat, i ajustar els enganys per adaptar-se als fets canviants pot ser més eficient en els mentiders patològics.

## Psicopatia
La mentida patològica és un element de la faceta interpersonal de la Llista de control de psicopaties - Revisada (PCL-R), juntament amb l'encant superficial, la grandiositat i la manipulació. S'aprova quan un individu menteix i enganya amb tanta freqüència que és una característica definitòria o central de les seves interaccions amb els altres. La mentida en aquestes persones es descriu com a calculada i sense objectiu, amb enganyar els altres que es creu que té algun valor intrínsec per a l'individu. Les mentides es diuen amb facilitat, fins i tot quan els fets contradictoris són fàcilment avaluables, i la persona normalment mostra cert orgull de la seva capacitat per mentir, i fins i tot pot presumir-ne obertament com a talent o do. El PCL-R distingeix la mentida patològica de la manipulació, que tracta per separat com l'ús estratègic de l'engany i la mala direcció per obtenir beneficis personals, sovint mitjançant l'explotació o l'ús d'algú.

## Mentider patològic
Mentir és l'acte de fer una afirmació falsa de manera conscient i intencionada o voluntària. Les mentides normals són a la defensiva i es diuen per evitar les conseqüències de dir la veritat. Sovint són mentides blanques que estalvien els sentiments dels altres, reflecteixen una actitud prosocial i fan possible el contacte humà civilitzat. La mentida patològica es pot descriure com una habituació a la mentida, de vegades la causa pot ser un pur egotisme, però també hi casos d'algú que menteix constantment sense cap benefici personal evident.
Hi ha moltes conseqüències de ser un mentider patològic. Les relacions i amistats de la majoria de mentiders patològics fracassen, degut a la falta de confiança que inspiren als altres. Si la síndrome continua, la mentida pot arribar a ser tan greu que pot causar problemes legals, arribant inclús, a cometre un frau, entre altres possibles conseqüències.

## Epidemiologia
L'edat mitjana d'inici és abans de l'edat adulta. Les persones amb aquesta condició tendeixen a tenir habilitats verbals mitjanes en contraposició a les habilitats de rendiment. El 30% dels subjectes tenien un entorn domèstic caòtic, on un pare o un altre membre de la família tenia un trastorn mental. L'estudi va trobar que la seva aparició era igual en dones i homes. El 40% dels casos van informar d'anormalitats del sistema nerviós central com epilèpsia, resultats anormals d'EEG, TDAH, traumatisme cranial o infecció del SNC.